# Herta Oberheuser
Herta Oberheuser, född 15 maj 1911 i Köln, död 24 januari 1978 i Linz am Rhein, var en tysk läkare som tjänstgjorde i Auschwitz och Ravensbrück. Hon utförde bland annat experiment med sulfonamid på lägerfångar.

## Biografi
Oberheuser blev medlem i Bund Deutscher Mädel (BDM) vid tjugosex års ålder. Hon avancerade till blockledare och blev år 1937 medlem i Nationalsocialistiska tyska arbetarpartiet (NSDAP).  
På order av professor Karl Gebhardt utförde Oberheuser medicinska experiment på koncentrationslägerfångar. Bland annat tillfogade hon skador och sår på kvinnors och barns kroppar. Med syfte att fingera sår som tyska soldater ådragit sig i fält, lät hon gnugga rostig plåt, spikar och sågspån i såren. Hon dödade barn med hjälp av olje- och evipaninjektioner. Dessa i kombination ledde till patientens död inom fem minuter. Patienten var vid fullt medvetande till dödsögonblicket. Vid Läkarrättegången i Nürnberg efter andra världskriget försvarade sig Oberheuser med påståendet att patienterna var "alla hopplösa fall, oförmögna att behandla". Under rättegången mot Oberheuser vittnade polskan Vladislava Karolewska som hade utsatts för ett medicinskt experiment där ett av hennes ben utsattes för en omfattande bakterieinfektion. Oberheuser dömdes till 20 års fängelse för krigsförbrytelser och brott mot mänskligheten. Hon frisläpptes redan i april 1952. Efter kriget försörjde sig Oberhauser som familjeläkare i Stocksee i norra Västtyskland. Hennes läkarlegitimation fråntogs henne år 1960.